# جام جهانی فوتبال زنان ۱۹۹۱

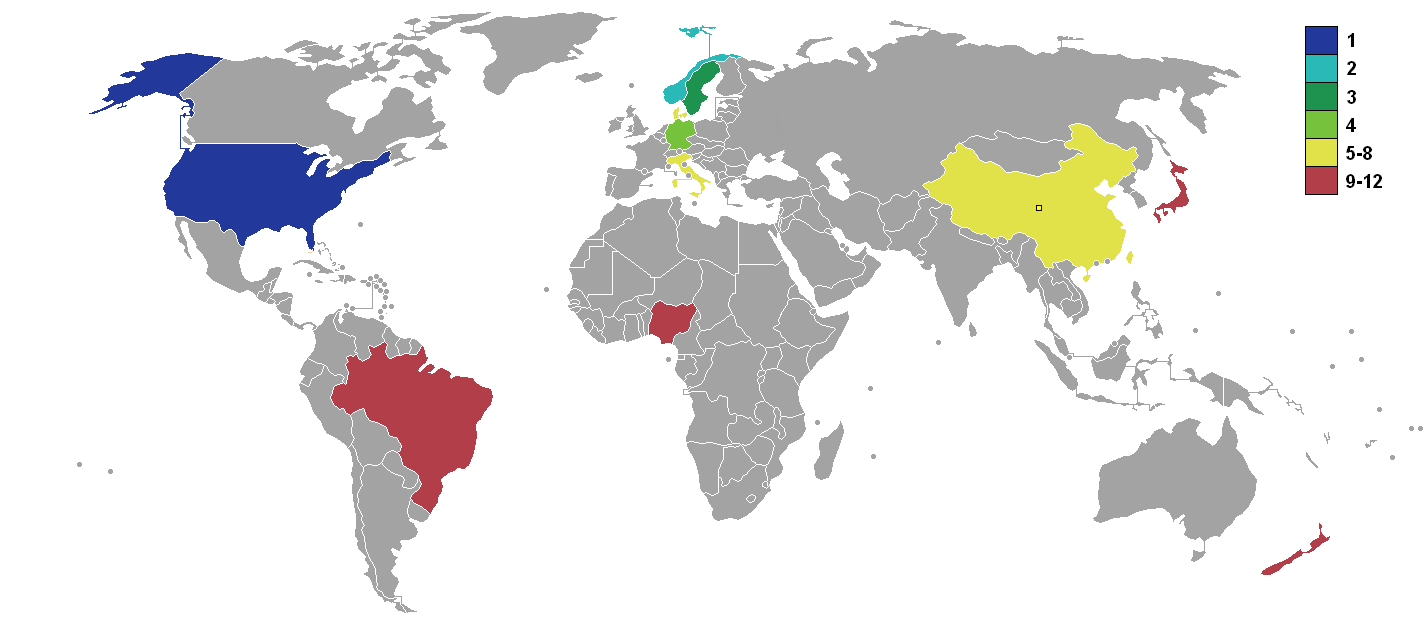
کشورهای شرکت کننده و مقام نهایی آنها

جام جهانی فوتبال زنان ۱۹۹۱ اولین دورهٔ جام جهانی فوتبال زنان است که در کشور چین برگزار شد.
این دوره اولین بار بود که جام جهانی زنان در این کشور میزبانی شد.
در این بازیها تیم ملی فوتبال زنان آمریکا، نروژ، و سوئد بترتیب اول، دوم، و سوم شدند.